# Justus Carl Hasskarl
Justus Carl Hasskarl (6 de diciembre de 1811 - 5 de enero de 1894) fue un explorador, botánico y traductor neerlandés.

## Biografía
Fue cofundandor de la "Sociedad de Curiosidades naturaleres de India, en Baviera. Investigó por largos años la flora de Indonesia.
En 1834 desarrolla estudios en historia natural, preparándose para expediciones botánicas.
En 1836 viaja a Java, ingresando al Jardín Botánico de Buitenzorg (Bogor); y en 1837 comienza trabajos botánicos con su director Johannes Elias Teijsmann, juntos reorganizan los cultivos en función de sus familias taxonómicas, que se traduciría en el desplazamiento de numerosos especímenes del jardín botánico.
En 1852 el gobierno neerlandés lo envía a Lima, y a principios de 1853 expediciona por el interior de Perú. Sus colecciones de semillas y especímenes los envía a Holanda. Llega hasta la frontera oriental del lago Titicaca.
Regresa a Java y en 1856 debe definitivamente regresar a Europa con la salud quebrantada.

## Algunas publicaciones
- 1844. Catalogus plantarum in Horto botanico Bogoriensi cultarum alter. Ed. Batavia, typis officinae publicae. Reimpreso de BiblioBazaar, 2011, 402 pp. ISBN 124650975X, ISBN 9781246509755

- 1847. Plantae javanicae rariores. Berlín

- 1856. Filices javanicae. Batavia

- 1856. Retzia observationes botanicae de plantis horti botanici Bogoriensis. Leiden

- 1857. Java, seine Gestalt, Pflanzendecke und Innere Bauart. Von Franz Junghuhn. Nach der 2. verb. Aufl. des holländischen Originals in's deutsche Übertragen von J.K. Hasskarl ... con Junghuhn, Franz Wilhelml, 2ª ed. de Leipzig : Arnold

- 1859.  Hortus Bogoriensis descr. seu Retziae editio nova 1ª parte, Ámsterdam 1858; 2ª parte en  Bonplandia

- 1864. Acanthocladus Klotzsch in Miq. Ann. Mus. Bot. Lugduno-Batavum 1: 184

- 1866. Neuer Schlüssel zu Rumphs Herbarium amboinense. 389 pp. Halle

- 1867. Horti malabarici Rheedeani clavis locupletissima. 134 pp. Dresde

- 1870. Commelinaceae indicae, Imprimis Archipelagi Indici.. 182 pp. Viena

### Traducciones
- Plantae javanicae rariores, Berlín 1847

- Das Kap und die Kaffern oder Mitteilungen über meinen fünfjährigen Aufenthalt in Süd-Afrika: Mit dem Portr. des Kaffernhäuptlings Macomo. Leipzig: Arnold, 1852

## Honores
Géneros
- (Euphorbiaceae) Hasskarlia Baill.[2]

- (Pandanaceae) Hasskarlia Walp.[3]

- (Sapindaceae) Hasskarlia Meisn.[4]

Especies (20 + 10 + 3 registros IPNI)
- (Begoniaceae) Begonia hasskarliana Miq. ex A.DC.[5]

- (Dicksoniaceae) Cibotium hasskarlianum Miq.; Salom.[6]

- (Euphorbiaceae) Phyllanthus hasskarlianus Müll.Arg.[7]

- (Poaceae) Gigantochloa hasskarliana Backer ex K.Heyne[8]

- (Rosaceae) Rubus hasskarlii P.J.Müll. & Wirtg. ex Focke[9]